# Гаглуантубани
Гаглуантубани (груз. გაგლუანთუბანი) — село в Грузии, на территории Горийского муниципалитета края (мхаре) Шида-Картли.

## География
Село находится в центральной части Грузии, на левом берегу реки Таны, на расстоянии приблизительно 25 километров (по прямой) к юго-западу от города Гори, административного центра муниципалитета. Абсолютная высота — 1423 метра над уровнем моря.

## Население
По результатам официальной переписи населения 2014 года в Гаглуантубани проживало 17 человека (8 мужчин и 9 женщин). В национальной структуре населения грузины составляли 76,5 %, осетины — 23,5 %.
| Год  | Население, человек |
| ---- | ------------------ |
| 2002 | 23                 |
| 2014 | ↘ 17               |